# 미인계
미인계(美人計, 영어: badger game)는 삼십육계 중 제31계이다.

## 개요
아름다운 여자를 이용해 상대의 전의를 상실케 하는 계략이다. 기세가 절정에 달한 적과 정면으로 부딪치는 것은 우책이다. 적이 강할 때는 무언가를 헌상해서 당장의 위기를 해결해야 하는데, 미인을 헌상하는 것이 좋다. 토지를 헌상하면 전국시대 육국이 진나라에게 복속된 것처럼 될 것이고, 금은보화를 헌상하면 송나라가 요나라와 금나라에 호구잡힌 것처럼 될 것이다. 토지나 재물이 아닌 미인을 헌상하면 최소한의 비용(미인 한 명)으로 적의 지도부의 전의를 방해하고 육체를 쇠약하게 할 수 있다. 그리고 적의 말단 병사들은 보상을 얻는 것이 없기 때문에 지도부에 대한 원망을 유도할 수도 있다.

## 수법
술집이나 부동산 거래 등 일상생활에서 모르는 여성을 만날 수 있는 기회를 이용해, 미녀가 접근한다. 그리고, 손쉽게 친해지며, 성관계를 맺으며, 이를 물증으로 남긴다. 그리고, 자신이 여자 스파이라고 고백하면서, 협조하지 않으면 여자 스파이와 자주 성관계를 했다는 사실을 폭로해서 형사처벌, 해고 등 인생을 무너뜨리겠다고 협박한다. 그 이후에는 매번 국가기밀정보나 대기업의 첨단기밀정보를 넘길 때마다 거액의 돈을 주어 확실하게 자신들과 거래하는 하청업자로 만들어 버린다.

## 사례
춘추시대 말기에 월나라가 오나라에게 망할 뻔 했는데, 월나라의 모사 범려가 오왕 부차에게 서시를 바쳐 멸망을 피하고, 나아가서는 나중에 오히려 오나라를 멸망시켜 버렸다.
제1차 세계대전 당시에는, 프랑스 파리의 스트립걸인 네덜란드 출신 마타하리가 유명했다.
중국은 성능이 떨어지는 군사장비는 러시아로부터 수입하고 핵미사일 등 최첨단 장비 관련 정보는 러시아 과학자를 대상으로 매수나 미인계를 통해 입수해온 것으로 알려졌다. 러시아 정보 관계자는 "중국 측이 이렇게 빼낸 러시아 군사 기술 정보를 이용해 복제품을 생산 중이며 대표적 사례가 최신형 수호이 T-50 PAK FA 스텔스 전투기에 들어가는 중요 부품"이라고 말했다.
2008년 방중한 고든 브라운 영국 총리의 수행 관리가 중국 정보요원의 미인계에 넘어가 고위 정보가 담긴 휴대전화와 서류를 분실했다. 술집에서 중국 여성과 눈이 맞았다.
2010년 4월, 미국에서 부동산 업자로 위장해 간첩 활동을 벌이다가 러시아 미녀 스파이 안나 채프먼이 FBI에 체포되었다. 채프먼은 미인계를 이용해 월가는 물론 오바마 행정부 고위 관료에게까지 접근을 시도하는 등 영화같은 간첩 행위를 벌였다. 이후 미국과 러시아간 스파이 맞교환을 통해 고국에 돌아갈 수 있었다. 그녀는 간첩행위보다 뛰어난 미모로 더 주목받았다. 미국의 남성잡지 GQ는 2013년 1월 '21세기의 가장 섹시한 여성 100명'에 채프먼의 이름을 올리기도 했다.
2011년, 뤼셴저 대만 육군 장군이 대만 당국에 체포되었다. 대만군의 50년이래 최대 간첩사건의 장본인 뤄셴저(육군 소장, 원스타) 대만 육군사령부 통신전자정보처장은 중국의 미인계에 걸려 국가를 배반한 것으로 드러났다. 8년 전인 2003년, 주태국대표처 무관(육군 상교, 대령)으로 근무할 당시, 중화인민공화국 국가안전부는 호주여권을 소지하고 있던 30세 중국 여간첩을 접근시켰으며, 곧 상시 접촉에 성공했다. 여간첩의 '유혹'에 넘어간 뤄 소장은 이후 '부적절한 관계'를 맺으면서 2004년부터 본격적으로 그가 취급하는 최고 수준의 중요 기밀을 모두 이 여간첩에게 넘겨줬다. 정보를 줄 때마다 여간첩이 10-20만 달러를 주었다. 관계가 깊어지자 여성이 본색을 드러냈으며, 고위 정보장교이던 뤄셴저만 접근할 수 있는 국방 기밀정보 누설을 요구했다. 덫에 걸려든 뤄셴저는 조국을 배신할 수밖에 없었다. 여자 스파이 이름은 리페이치(李佩琪)다. 그는 뤄셴저를 상대로 한 공작의 공로를 인정받아 중국 국가안전부 제4국(대만·홍콩·마카오 담당) 대만 데스크로 승진했다.
2012년 초, 중국 국가안전부 치우진 부부장의 보좌관이 미국 첩자라는 혐의로 중국 당국에 체포됐다. 치우진 부부장의 보좌관은 홍콩에서 미인계에 넘어가 젊은 여성과 함께 있는 사진이 촬영된 후 첩보활동을 하도록 협박받은 것으로 보인다. 이 보좌관은 영어를 구사할 수 있으며 미국 측에서 수십만 달러를 받았다.
2015년 11월 2일, 영국의 일간지 데일리 미러 등에 의하면 영국 고위정보당국자는 영국정부에 중국의 미인계 경고를 했다. 보도에 따르면, 중국 정보국은 수백 명의 미녀 스파이를 두고 있으며, 홍콩과 중국 본토를 자주 찾는 전직 영국정보당국자들을 대상으로 정보를 캐내고 있다고 한다. 미러는 한 익명의 당국자를 인용해 중국의 여성스파이들은 '황홀한 섹스'를 제공하고, 관계 후 이야기를 하면서 정보를 빼내는 방식으로 활동하고 있다고 전했다.

## 같이 보기
- 콤프로마트